# H.N.I.C.
H.N.I.C., eller Head Nigga In Charge, är rapparen Prodigys soloprojekt och debutalbum. Albumet släpptes i slutet av år 2000 och sålde guld i USA efter en månad. Albumet gästas av till exempel N.O.R.E., Cormega, och andra Mobb Deep-halvan Havoc.

## Låtlista
1. Bars & Hooks (Intro)
2. Genesis
3. Drive Thru (Skit)
4. Rock Dat Shit
5. What U Rep (med N.O.R.E.)
6. Keep it Thoro
7. Can't Complain (med Twin Gambino, Chinky)
8. Infamous Minded (med Big Noyd)
9. Wanna Be Thugs (med Havoc)
10. Three (med Cormega)
11. Delt w/ The Bullshit (med Havoc)
12. Trials of Love (med Mz. Bars)
13. Head Nigga In Charge
14. Be Cool (Skit)
15. Veteran's Memorial
16. Do It (med Mike Delorean)
17. Y.B.E. (Littles)
18. Diamond (med Bars & Hooks)
19. Gun Play (med Big Noyd)
20. You Can Never Feel My Pain
21. H.N.I.C. (Outro)